# Miles O'Brien
Pour les articles homonymes, voir Miles O'Brien (homonymie).
Miles O'Brien est un personnage fictif de l'univers de Star Trek. Découvert dans la série Star Trek : La Nouvelle Génération (où il est notamment chargé de la téléportation), on le retrouve en tant que chef des opérations stratégiques (puis ingénieur en chef du Defiant) dans les sept saisons successives de Star Trek: Deep Space Nine. Il est incarné par l'acteur irlandais Colm Meaney.

## Biographie
Terrien natif de Dublin, Miles Edward O’Brien passe son enfance et son adolescence en Irlande avec ses deux frères au sein d’une famille descendant de Sean Aloysius O’Brien, célèbre leader syndical de la fin du deuxième millénaire (lui-même comptant parmi ses ancêtres le roi Brian Boru, un souverain du XIe siècle).
Miles s’engage dans les rangs de Starfleet deux jours avant de rejoindre l’Académie de Musique d’Aldebaran où son père, Michael O’Brien, l’avait inscrit afin qu’il devienne violoncelliste. Il commence sa carrière par un entraînement relatif à l’utilisation du matériel tactique et c’est dans ce domaine qu’il sert à bord du Rutledge sous les ordres du capitaine Benjamin Maxwell. En 2347, O’Brien est conduit sur les lieux du massacre perpétré par les Cardassiens contre les habitants de la planète Setlik III. À cette occasion, il parvient à réparer un téléporteur qui lui permet (ainsi qu’à 13 hommes d’équipage) d’échapper aux ennemis qui s'apprêtaient à les faire prisonniers. Profondément choqué par ce qu’il a pu voir sur place et par ce que lui ont rapporté les survivants de cette tragédie, le jeune tacticien ne peut toutefois chasser de son esprit les images qui l’envahissent dès lors à chaque fois qu’il est confronté à des ressortissants de Cardassia Prime.
Promu officier issu du rang en récompense de son attitude irréprochable sur Setlik III, Miles O’Brien est plusieurs fois décoré jusqu'à son affectation à bord de l’Enterprise-D en 2363. Il s’y trouve déjà lorsque le capitaine Jean-Luc Picard en prend le commandement et sert en qualité de contrôleur de vol sur la passerelle de combat avant de devenir chef des équipements de téléportation. O'Brien s’acquitte avec une totale efficacité de cette tâche jusqu’à son départ pour la station Deep Space Nine au cours de l’année 2369.
En s’installant alors dans l'espace bajoran avec sa famille, O’Brien reste fidèle à sa vocation initiale de technicien tout en assumant la responsabilité des opérations stratégiques (un rôle capital qui sera finalement confié au lieutenant commander Worf à partir de 2372). Cette « promotion » est donc assortie de problèmes divers et variés dont il n’a de cesse de venir à bout. Mais les remarquables capacités d'adaptation dont il fait preuve valent en définitive au chef Miles O’Brien la confiance et l’amitié de ses collègues officiers. Devenu ingénieur en chef du Defiant, il les seconde ainsi sans faillir (et sans se dérober devant des missions aussi périlleuses que celle qui l’amène en 2374 à se faire passer pour un agent au service du redoutable Syndicat Orion) jusqu’au terme du terrible conflit opposant la Fédération au Dominion entre 2371 et 2375.
Sur le plan personnel, le chef O’Brien épouse en 2367 la botaniste Keiko Ishikawa à bord de l’Enterprise-D et l’année suivante, il devient le père de la petite Molly O'Brien qui naît dans des conditions pour le moins inhabituelles (l’enfant voyant le jour au beau milieu du Ten Forward tandis que le bar de Guinan est accidentellement coupé du reste du navire). Profondément amoureux de sa femme, Miles n’est pas homme à se lancer dans des relations extra-conjugales même si son poste sur DS9 lui offre diverses opportunités en la matière. Il semble ainsi fasciné par la Bajorane Neela dont les talents en matière d’ingénierie cachent des desseins inavouables (lesquels prendront néanmoins tout leur sens lorsqu’elle tentera d’assassiner le Vedek Bareil sur la Promenade de la station). En 2371, le chef technicien travaille ensuite aux côtés de la Cardassienne Gilora Rejal qui se méprend sur son animosité et l’attribue à une attirance de l’officier de Starfleet envers elle (une telle attitude s’inscrivant dans l’art de la séduction tel qu’il semble être pratiqué par les Cardassiens). Lorsque le couple O’Brien conçoit un second enfant quelques mois plus tard, les deux parents ignorent en outre que cette grossesse sera menée à son terme par Kira Nerys à laquelle le docteur Julian Bashir a dû implanter d’urgence le bébé porté par Keiko à la suite d'un accident de navette dans lequel l’ancienne botaniste a été grièvement blessée. Afin de mieux vivre cette situation inédite, le major Kira est finalement invitée à partager l’appartement des O’Brien sur DS9 jusqu’à la naissance (prévue pour le début de l’année 2373). La promiscuité qui s’ensuit suscite des sentiments assez ambigus entre Miles et Nerys, mais les deux officiers parviennent toutefois à conserver de simples relations amicales et professionnelles jusqu’à la venue au monde de Kirayoshi.

## Informations non-canoniques
En 2376, Miles O'Brien accepte un poste d'enseignant au sein de l'Académie de Starfleet et assiste le Corps des Ingénieurs de la Flotte face au danger extraterrestre qui menace alors la ville de San Francisco [Starfleet Corps of Engineers Ebook : Aftermath par Christopher L. Bennett].
La même année, il se rend en compagnie de Keiko, de Molly et de Kirayoshi à La Nouvelle-Orléans auprès de Joseph Sisko (le père de Benjamin), qu'il escorte jusqu'au système de Bajor où Kasidy Yates s'apprête à donner le jour à la petite-fille du vieil homme. Le chef O'Brien profite de sa présence non loin de DS9 pour prêter main-forte à ses anciens coéquipiers dans leur lutte contre le parasite qui s'était déjà attaqué aux dirigeants de Starfleet en 2365, puis il assiste aux festivités célébrant l'adhésion officielle de Bajor à la Fédération [ST DS9 Mission Gamma : Lesser Evil par Robert Simpson et Unity par S.D. Perry].
La famille O'Brien s'installe ensuite sur la planète Cardassia Prime où Miles est mandaté par le Corps des Ingénieurs afin d'aider à la reconstruction des infrastructures locales (dans le cadre du programme de coopération initié par Starfleet), tandis que Keiko participe en compagnie d'autres botanistes au sauvetage d'espèces végétales ayant souffert de la guerre contre le Dominion [The Worlds of DS9 / Volume One : Cardassia, The Lotus Flower par Una McCormack].